# Kokšín (Brdy)
Kokšín je kopec a přírodní rezervace v Brdech, na katastru vsi Hořehledy, místní části města Spálené Poříčí v okrese Plzeň-jih. Na vrcholu kopce se nachází pozůstatky kokšínského hradiště, vzniklého pravděpodobně v době halštatské. Přírodní rezervace, nacházející se na severní straně kopce, chrání zejména pozůstatky lesních ekosystémů, květnatých bučin a jedlobučin. Rezervace utrpěla zejména v šedesátých letech 20. století zásahy do druhového složení lesa, proto je velká snaha docílit skladby lesa, co nejvíce podobné té původní. Na tomto místě se vyskytuje chráněné území již od roku 1955, došlo ale ke změně výměry. Rezervace se stala v roce 2016 součástí CHKO Brdy. Lokalita je významná i geologicky, nachází se zde množství stromatolitů proterozického stáří.

## Lokalita
Přírodní rezervace Kokšín se nachází v Plzeňském kraji, v okrese Plzeň – jih, v katastrálním území obce Hořehledy, konkrétně asi dva kilometry od obce východním směrem, přibližně uprostřed vzdálenosti směrem k obci Planiny. Rezervace byla vyhlášena v roce 1955. Její rozloha činí 20,63 ha. Rozkládá se na svahu brdského vrchu Kokšín, jehož nadmořská výška činí 684 metrů, ale který již do území rezervace nespadá. Nadmořská výška rezervace se pohybuje v rozmezí 592–673 metrů. Lokalita se nachází v oblasti Jižních Brd. Od roku 2016 je začleněna do CHKO Brdy, nachází se na jejím jihozápadním okraji.

## Historie
Kokšín je jednou z oblastí Brd, která byla osídlena zřejmě již v pozdní době bronzové. Nacházelo se zde hradiště, jehož pozůstatky leží u jižního okraje rezervace (do rezervace nezasahuje). V rezervaci jsou patrné pozůstatky těžební činnosti. V minulosti se na území rezervace a v oblasti celého Kokšína dobývala železná ruda, na kterou jsou bohaté místní metabazalty. Kromě železné rudy se zde dobývala i radioaktivní ruda.
V šedesátých letech 20. století byla výsadbou pozměněna druhová skladba lesa, vysazovány byly zejména douglaska, smrk, modřín či jasan.
Počátky rezervace sahají do 50. let 20. století, kdy bylo v roce 1955 zřízeno Ministerstvem kultury ČSR chráněné území o výměře 2,25 ha. Později, v roce 1962, bylo připojeno při změně lesního hospodářského plánu další území, rozloha tak byla 18,39 ha. Rezervace o současné rozloze 20, 63 ha byla vytyčena až v roce 1978 a zřízena byla až v roce 1991 vyhláškou MŽP č. 6/1991 Sb..

## Přírodní poměry

### Geomorfologie, geologie
Z geomorfologického hlediska je rezervace součástí Plzeňské pahorkatiny, která spadá do Poberounské provincie. I přes to, že značnou část Brd tvoří horninové podloží kambrického stáří, v této lokalitě převažují horniny starší charakteru, usazené horniny proterozoika. Jedná se zejména o metabazalty (spility), jež se vyznačují šedozelenou barvou a svou bohatostí na železité okry a hematit.  Díky jejich postupnému rozpadu vznikají kamenité sutě a suťové proudy. Právě tyto buližníky vytvářejí severojižním směrem viditelný hřbet. Samotný vrchol Kokšína (již nespadá do rezervace) byl vybrán jako lokalita stromatolitů českého proterozoika.

### Pedologie, hydrologie
Na zdejším podloží se vytvořily kyselé půdy, kambizemě. Tyto půdy mají nízký obsah živin a často dle typu i vysoký obsah skeletu. Na území rezervace se nachází kambizem dystrická a na sutích kambizem rankerová.
Na území se nenachází žádný vodní tok. Odvodnění rezervace zajišťují dva vodní toky, Bradava a Mítovský potok, který se do Bradavy vlévá. Díky Bradavě spadá oblast do povodí Berounky.

### Klima
Klima rezervace je dáno klimatem Brd, je tudíž relativně chladné a vlhčí. To je zajištěno vyššími nadmořskými výškami i vysokým zalesněním. S přechodem do poloh nižších se klima otepluje, tuto lokalitu tak ředíme do oblasti mírně teplé.

### Flóra
Z hlediska flóry je možné rozdělit rezervaci na několik částí dle dominance jednotlivých druhů.
V rezervaci převládá květnatá bučina, která je nejvýznamnější v centrální části rezervace, ale místy dosahuje až k jejím okrajům. Dominantním stromem je zde buk lesní (Fagus sylvatica). Mimo to je zde možné nalézt javor klen (Acer pseudoplatanus) a jasan ztepilý (Fraxinus excelsior). Z nižších rostlin se zde vyskytují svízel vonný (Galium odoratum), šťavel kyselý (Oxalis acetosella), kyčelnice cibulkonosná (Dentaria bulbifera), kyčelnice devítilistá (Dentaria enneaphyllos), vraní oko čtyřlisté (Paris quadrifolia) nebo bažanka vytrvalá (Mercurialis perennis).

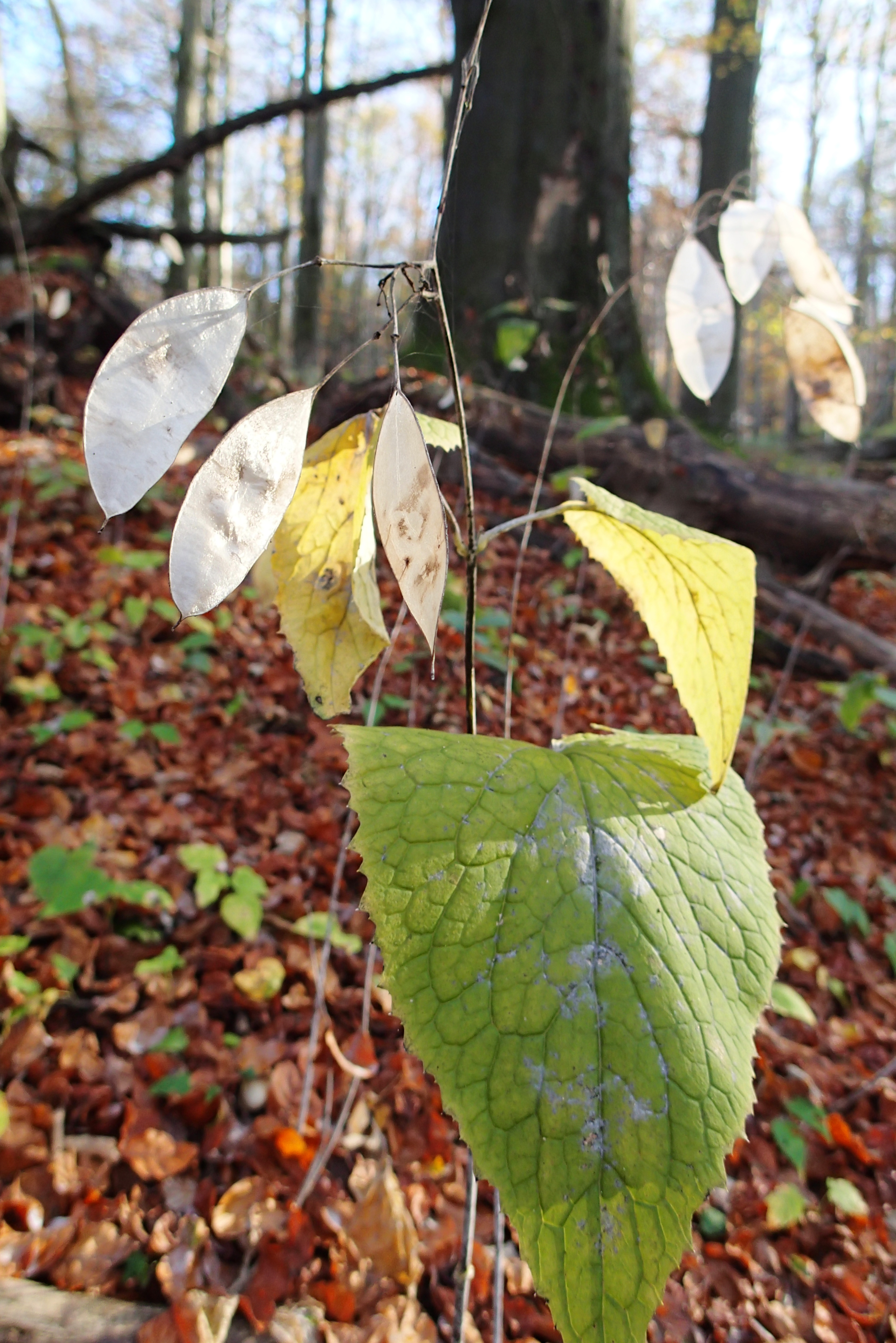
Měsíčnice vytrvalá

Na severní hranici rezervace je typickou vegetační jednotkou suťová klenobučina. Zde se v patře stromovém, kromě již jmenovaných, vyskytují i javor mléč (Acer platanoides) a jedle bělokorá (Abies alba). V bylinném patře jako dominanta vystupuje měsíčnice vytrvalá (Lunaria rediviva). Kromě ní v této části rostou i kopřiva dvoudomá (Urtica dioica), bažanka vytrvalá (Mercurialis perennis), netýkavka nedůtklivá (Impatiens noli-tangere), kostřava lesní (Festuca altissima) a kyčelnice cibulkonosná (Dentaria bulbifera).
Na jižním okraji lokality převládá jedlobučina, ve které jsou dominantními buk lesní (Fagus sylvatica) a jedle bělokorá (Abies alba). Ale bylinné patro je tvořeno převážně druhy, které jsou typické pro lesy smrkové. Hojně se vyskytují metlička křivolaká (Avenella flexuosa), brusnice borůvka (Vaccinium myrtillus) a šťavel kyselý (Oxalis acetosella). Z kapradin potom papratka samičí (Athyrium filix-femina), kapraď osténkatá (Dryopteris carthusiana), kapraď samec (Dryopteris filix-mas) a bukovník kapraďovitý (Gymnocarpium dryopteris).
Posledním typem bučiny je kostřavová, kterou nalezneme v jihozápadní a západní části území. Znovu zde převládá buk lesní (Fagus sylvatica) a v patře bylinném se opět vyskytují šťavel kyselý (Oxalis acetosella), kostřava obrovská (Festuca gigantea), kostřava lesní (Festuca altissima) a kapraď osténkatá (Dryopteris carthusiana). Mimo tyto druhy zde lze nalézt kokořík mnohokvětý (Polygonatum multiflorum) a kokořík přeslenitý (Polygonatum verticillatum).
V severní části rezervace se rozmohl smrk ztepilý (Picea abies).
Kromě již zmíněných druhů se zde roztroušeně vyskytují i lýkovec jedovatý (Daphne mezereum), hrachor jarní (Lathyrus vernus), violka lesní (Viola reichenbachiana), věsenka nachová (Prenanthes purpurea). V korunách stromů je možné najít i poloparazitický druh jmelí bílé (Viscum album). Naopak na tlejících kmenech padlých stromů se vyskytuje houba korálovec (Hericium sp.), v posledních letech bohužel s nepotvrzeným výskytem.

### Fauna
Ze savců v rezervaci žijí běžné druhy, jakými jsou kuna lesní (Martes martes), jelen lesní (Cervus elaphus) nebo srnec obecný (Capreolus capreolus). Ze zástupců ptáků lokalitu obývají datel černý (Dryocopus martius), holub doupňák (Columba oenas), strakapoud malý (Dendrocopos minor), kulíšek nejmenší (Glaucidium passerinum) či čáp černý (Ciconia nigra).
Z bezobratlých živočichů se na území rezervace vyskytují noční motýli bourovci ostružiníkový (Macrothylacia rubi), trávový (Euthrix potatoria). Z brouků zde nalezneme tesaříky pilunu (Prionus coriarius) a žlutoštítého (Stictoleptura scutellata), zdobence (Gnorimus nobilis) a střevlíky, polního (Carabus arcensis) a zúženého (Cychrus attenuatus).

## Ochrana přírody

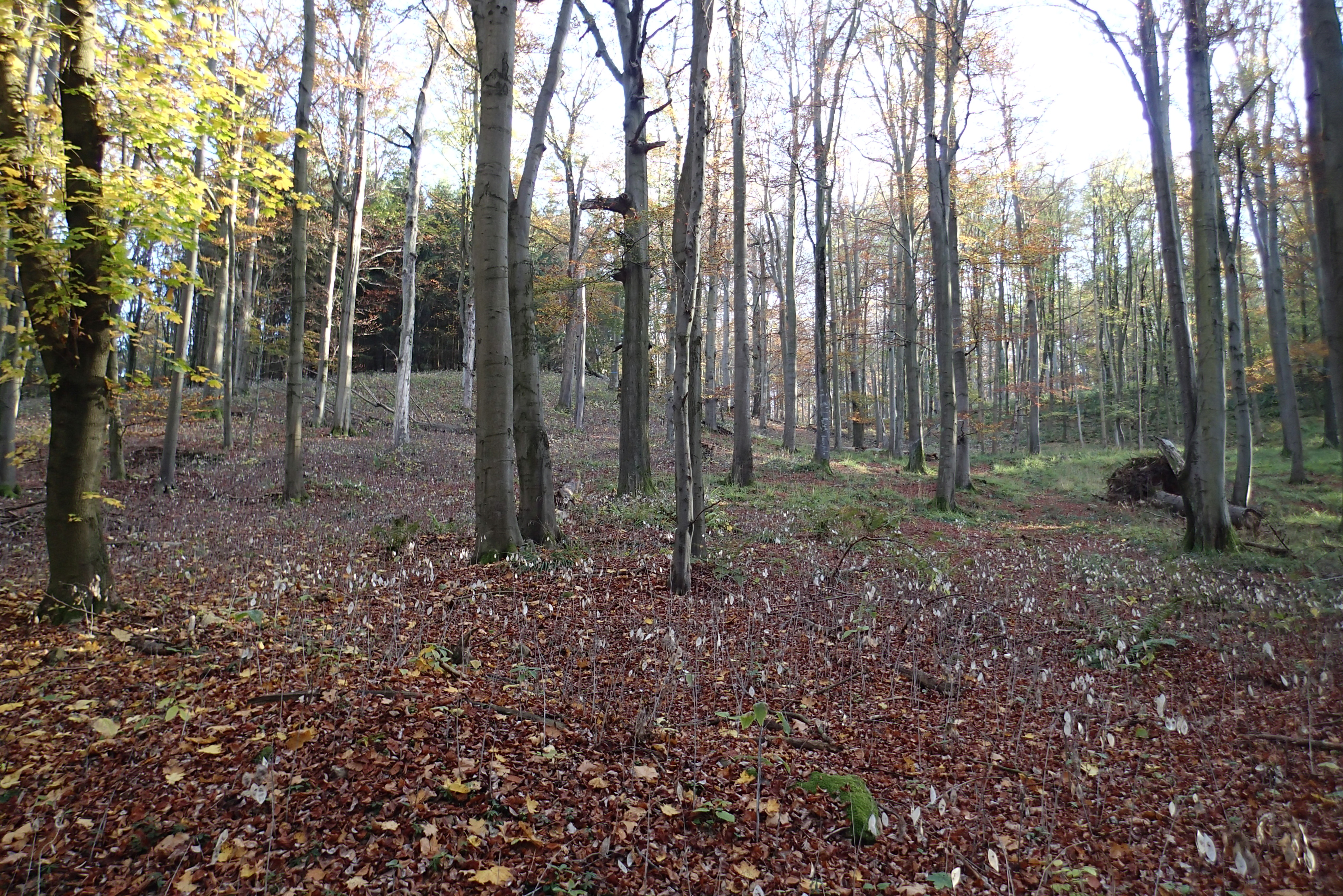
Les s měsíčnicí vytrvalou

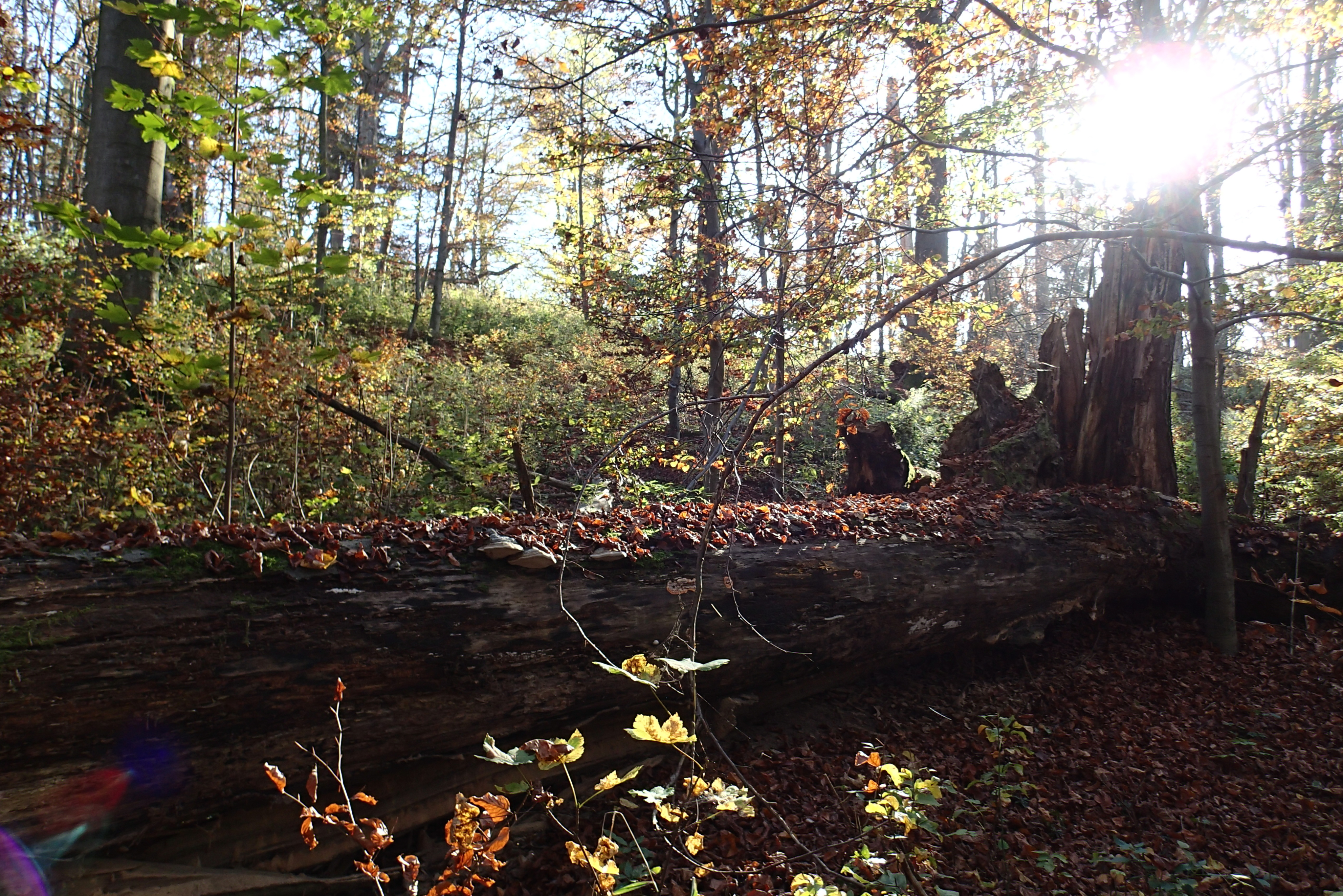
Tlející kmen

Hlavním důvodem pro zřízení přírodní rezervace byla a nadále je ochrana zbytků přirozených ekosystémů. Jedná se hlavně o květnaté bučiny a jedlobučiny. Dalším důvodem byla ochrana severního svahu vrchu pokrytého květnatými bučinami a suťovým lesem s bohatým výskytem měsíčnice vytrvalé.
Cílem ochrany je zredukovat množství nepůvodních dřevin, které zde byly vysazeny ve 20. století, a nahrazovat je druhy původními tak, aby se druhová skladba přiblížila lesu přirozenému. Cílem je, aby podíl smrku nepřesáhl 50 % a jedle aby naopak dosáhla alespoň 10% podílu v obnově. Dále je žádoucí, aby vzrostl podíl tlejícího dřeva, čímž by došlo k vytvoření prostředí pro mnohé bezobratlé živočichy, proto je plánované odvážet pouze stromy napadené kůrovcem. A v neposlední řadě je pro obnovu důležité udržet stav spárkaté zvěře na takové úrovni, aby byla umožněna přirozená obnova lesa. K ochraně semenáčků byly vystavěny oplocenky a tato metoda se ukázala jako účinná, ale nákladná, ale i přes to bude docházet k výstavbě nových oplocenek.
Aktuální plán péče byl vypracován v roce 2009 a platný je pro období 2011 – 2020.
Od roku 2016 je lokalita součástí nově vzniklého CHKO Brdy. Rezervace je spravována AOPK ČR – RP Střední Čechy, Správou CHKO Brdy.
V rámci ÚSES (Územní systém ekologické stability) je rezervace je součástí regionálního biocentra RBC 869 Kokšín o výměře 217 ha. Toto biocentrum je propojené s ostatními pomocí dvou regionálních biokoridorů. RBK 254, který jej propojuje s RBC 878 Hřebenec, a RBK 255, kterým je zajištěno propojení s NRBC 53 Třemšín (nadregionální biocentrum).

## Turismus
V rezervaci nejsou značené žádné turistické trasy. Je nutné pohybovat se pouze po lesních cestách. Zelená turistická značka vede asi 100 m od severní hranice území. Na této cestě se nachází i jediná informační tabule. Pohyb návštěvníků není tudíž omezen. Jediné opatření je v době hnízdění čápa černého, kdy je nutné omezit rušivé činnosti.